# Grote rivieren van Nederland

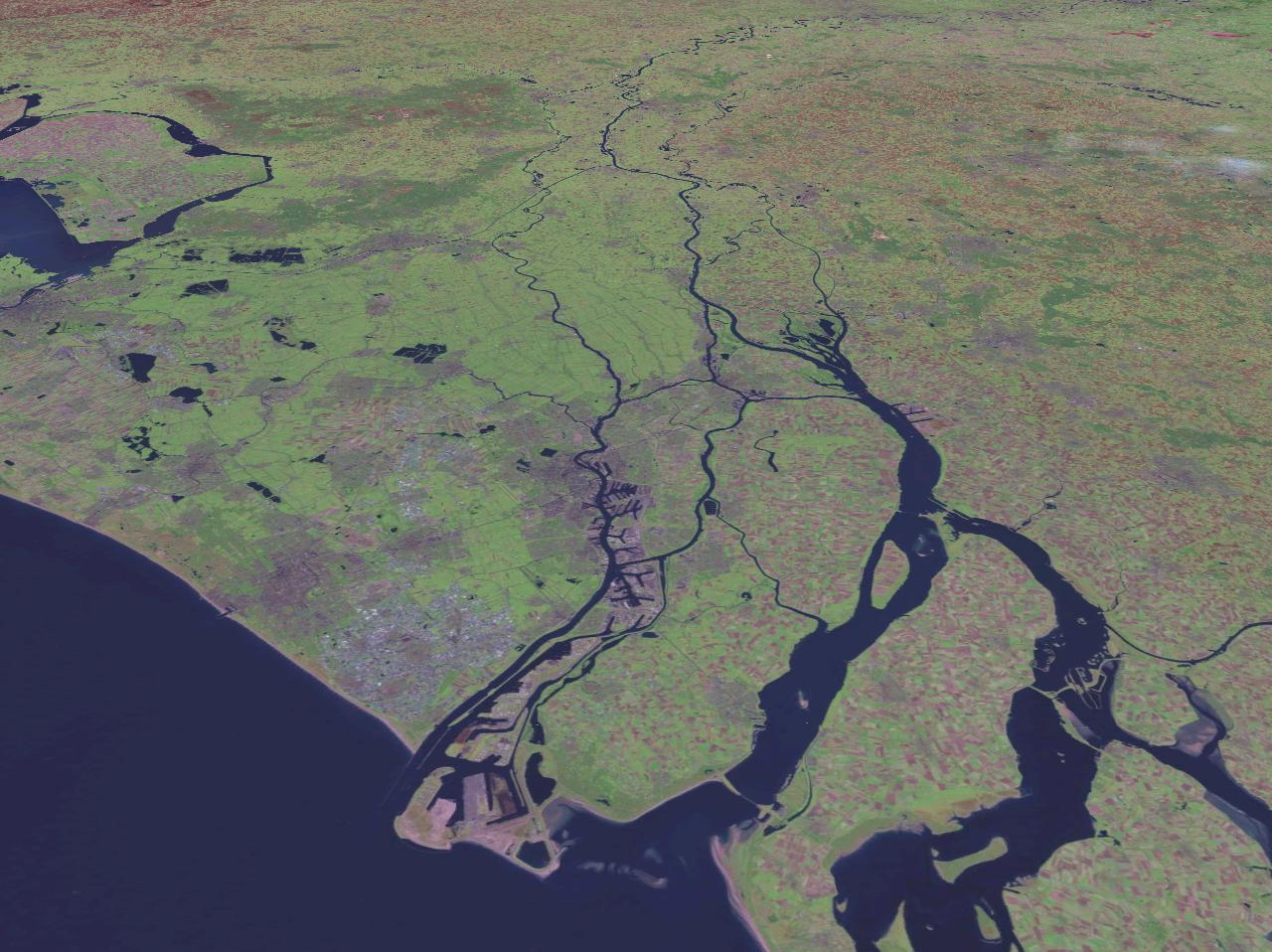
NASA World Wind foto van Nederland vanaf de Noordzee richting het oosten

Met de grote rivieren bedoelt men in Nederland de Nederrijn, Lek, Waal, Merwede en de Maas en de belangrijkste stromen in hun delta. Soms wordt de IJssel ook meegerekend.

## Geografische grens
De grote rivieren vormen van oudsher een natuurlijke grens in het landschap. Vooral daar waar Nederland wordt doorsneden van oost naar west door verschillende stromen, een gebied van gemiddeld 25 km breed en 150 km lang. Het Romeinse Rijk heeft deze rivieren als grens gebruikt (de limes), en ook in latere perioden vormde de Waterlinie een geducht obstakel. De Franse koning Lodewijk XIV wist in het Rampjaar 1672 over de rivieren te komen, en ook de Franse generaal Jean-Charles Pichegru wist de rivieren in 1794 over te steken, maar de Geallieerden slaagden er in 1944 niet in (de Slag om Arnhem).

## Geloofsgrens
De grote rivieren vormen de grens tussen de grotendeels protestantse gebieden ten noorden van de rivieren en de grotendeels katholieke gebieden ten zuiden ervan. 

## Boven en onder de rivieren
In plaats van ten noorden en ten zuiden van de rivieren zegt men vaak respectievelijk boven en onder de rivieren. Hierbij wordt waarschijnlijk gedacht aan de ligging op de kaart, waar het noorden steeds boven is. Soms spreekt men ook wel van boven de Moerdijk als het gebied ten noorden van de grote rivieren bedoeld wordt. Bij Moerdijk liggen de Moerdijkbruggen over het Hollandsch Diep, een brede rivierarm op de grens van Zuid-Holland en Noord-Brabant.